# Мигаль Роман Петрович
Рома́н Петро́вич Мигаль — український військовослужбовець, лейтенант Збройних Сил України, заступник командира 91-го окремого протитанкового батальйону (з січня 2025 року). Кавалер ордена «За мужність» II і III[відсутнє в джерелі] ступенів

## Життєпис
До повномасштабного вторгнення РФ 16 років працював у банківській сфері, згодом — першим заступником голови Тлумацької райдержадміністрації.
25 лютого 2022 року Роман вступив у добровольче формування територіальної громади. У вересні 2022 року мобілізувався у відокремлений кулеметний взвод 72 окремої механізованої бригади.
Станом на 2025 рік заступник командира 91 окремого протитанкового батальйону Назарія Кішака.